# Pascual de Unceta
Pascual de Unceta fue un militar político español.

## Reseña biográfica
Aparece reseñado en algunas fuentes como militar, profesión que probablemente ejercieran tanto él como su hijo mayor.
Otras fuentes lo señalan como alto funcionario de Hacienda, que probablemente desempeñara además de comisiones militares. Así consta como contador de Rentas Estancadas de la ciudad y provincia de Zaragoza (1834) e interventor del ejército (1836). Ha sido por ello considerado de alto estatus social.
Siendo intendente de la provincia de Zaragoza, se encargó en dos ocasiones provisionalmente del gobierno provincial del 15 de febrero de 1841 al 13 de junio de 1841 y del 08 de junio de 1842 al 17 de julio de 1842 por ausencia de jefe político titular.
Posteriormente fue subdelegado de rentas de la provincia de Barcelona.
Fue igualmente concejal del ayuntamiento de Zaragoza durante el Bienio Progresista, constando entre la delegación que recibió a Espartero a su entrada en la ciudad.
Casó con su prima Isabel López, con la que, entre otros, fue padre del artista Marcelino de Unceta.